# City of Yankton
City of Yankton, informalment Yankton, és una ciutat i la seu del comtat de Yankton, Dakota del Sud, Estats Units. Esdevingué una ciutat el 1889. Al cens del 2020 tenia 15.411 habitants cosa que la converteix en la setena ciutat més poblada de Dakota del Sud, i és la ciutat principal de l'àrea estadística micropolitana de Yankton, que inclou tot el comtat de Yankton i que tenia una població estimada de 23.297 habitants a l'1 de juliol de 2021. Com a primera capital del territori de Dakota, rebé el nom de la tribu yankton del poble dakota occidental; Yankton deriva de la paraula dakota I-hank-ton-wan ("el poble final").
Yankton és a la riba del Missouri, just aigües avall de la presa de Gavins Point i del Lewis and Clark Lake, i just aigües amunt de la confluència amb el riu James. A la ciutat hi ha la seu del Missouri National Recreational River del Servei de Parcs Nacionals dels Estats Units. El 1882 s'establí el Human Services Center, un hospital psiquiàtric i al Registre Nacional de Llocs Històrics.
Yankton és coneguda comunament com "River City",degut a la seva ubicació al riu Missouri i la importància que tingué tenir en l'assentament i el desenvolupament de la ciutat. Yankton també s'ha guanyat el sobrenom de Mother City of the Dakotas (ciutat mare de les dakotes), per l'important paper que jugà en la creació i el desenvolupament del territori de Dakota, que més tard esdevindrien els estats 39è i 40è dels EUA, Dakota del Nord i Dakota del Sud.
A causa de l'explotació de la pedra calcària de Fort Hays per a la fabricació de ciment, una part embarcat per a la construcció del canal de Panamà, Yankton també va tenir el sobrenom de "Cement City".

## Geografia

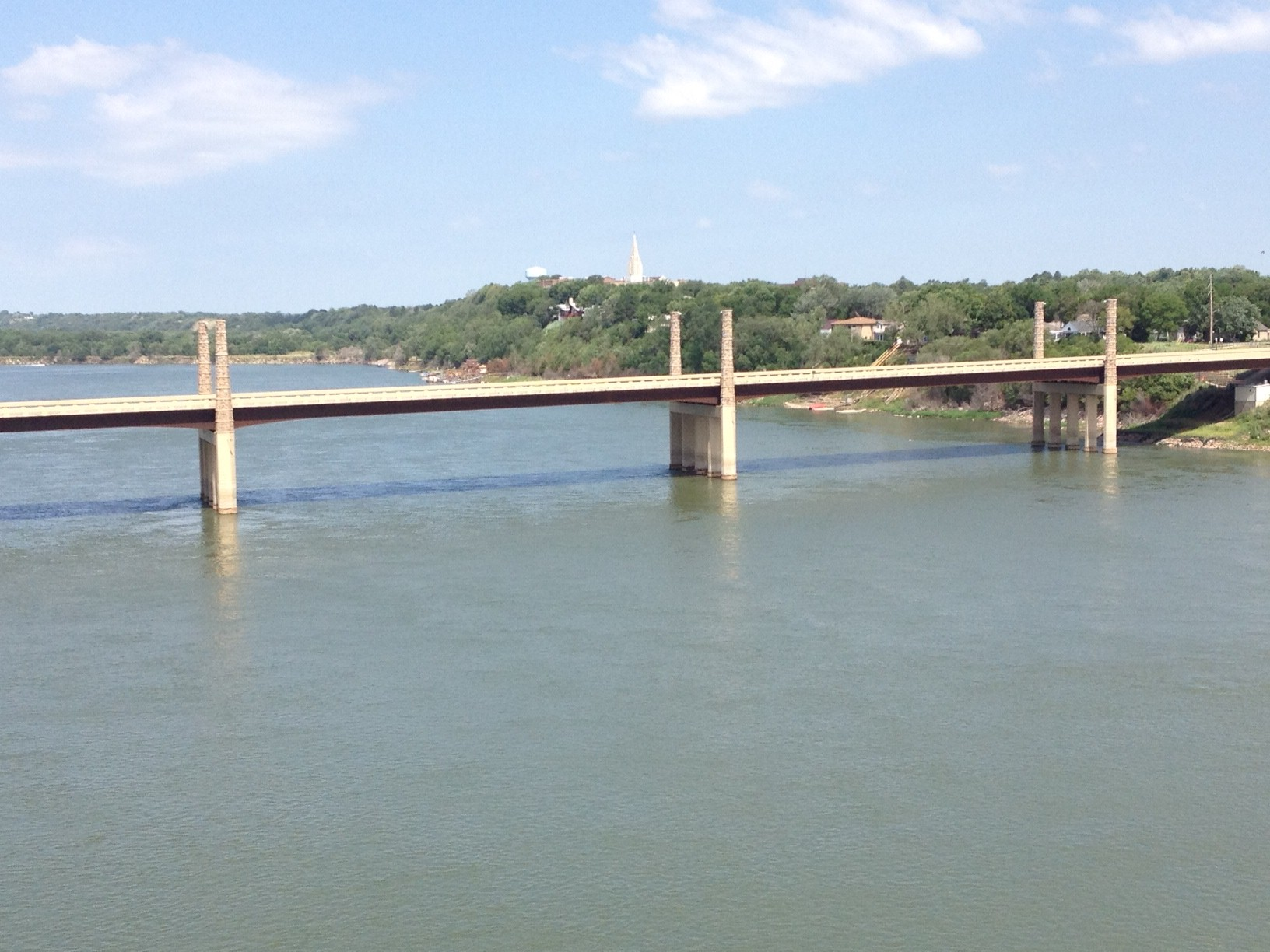
Yankton, vist des del Meridian Bridge amb el Discovery Bridge que creua el riu Missouri en primer pla i el campanar de la Bishop Martin Marty Chapel al fons.

Yankton es troba al sud de Dakota del Sud, a la frontera estatal amb Nebraska. La ciutat és en un dels darrers trams naturals de flux lliure del Missouri; aquest tram de riu, entre la presa de Gavins Point, a quatre milles a l'oest de Yankton, i el parc estatal Ponca, a Nebraska, ha estat designat pel Servei de Parcs Nacionals dels Estats Units com el Missouri National Recreational River.
La ciutat és a unes sis milles a l'oest del punt on el riu James conflueix amb el Missouri.
La ciutat també està travessada pel Marne Creek, que també desemboca al riu Missouri. El Lewis and Clark Lake es troba a quatre milles a l'oest de la ciutat.
Segons l'Oficina del Cens la ciutat té una superfície de 8.45 milles quadrades (21.89 km2) de les quals 8.21 milles quadrades (21.26 km2) son terra ferma i 0.24 milles quadrades (0.62 km2) son cobertes per les aigües.

## Clima
Yankton té un clima continental humit (classificació Köppen Dfa), caracteritzat per hiverns freds, estius calorosos i la temporada plujosa a l'estiu.

## Demografia
En el cens del 2010 a la ciutat hi havia 14.454 persones, 5.909 llars i 3.348 famílies. La densitat de població era de 1,760.5 habitants per milla quadrada (679.7/km2).  Hi havia 6.365 habitatges amb una densitat mitjana de 299,3 habitatges/km²). (775.3 habitatges/milla quadrada). El perfil racial de la ciutat era: d'un 92,1% blancs, un 2,1% d'afroamericans, un 2,3% nadius americans, un 0,7% asiàtics, un 1,3% d'altres races i un 1,6% de dues o més races. Els hispans o llatins de qualsevol raça eren el 3,4% de la població.
Hi havia 5.909 llars, en el 27,3% de les quals hi vivien menors de 18 anys, el 43,1% eren parelles casades vivint plegades, el 10,1% tenien una dona cap de família sense marit present, el 3,5% tenien un home cap de família sense esposa present i el 43,3% no eren famílies. El 37,5% de les llars estaven ocupades per una sola persona, i el 15,2% era una persona que tenia 65 anys o més. De mitjana a cada llar i vivien 2,17, augmentant a 2,87 en el cas d'habitatges ocupats per famílies.
L'edat mediana a la ciutat era de 40,4 anys, repartint-se la població en les següents classes etàries: el 20,9% dels residents tenien menys de 18 anys; el 9% tenien entre 18 i 24 anys; el 26% tenien entre 25 i 44 anys; el 26,1% tenien entre 45 i 64 anys; i el 17,9% tenien 65 anys o més. La composició per gènere de la ciutat era de 50,5% homes i 49,5% dones.

## Història

### Habitants nadius

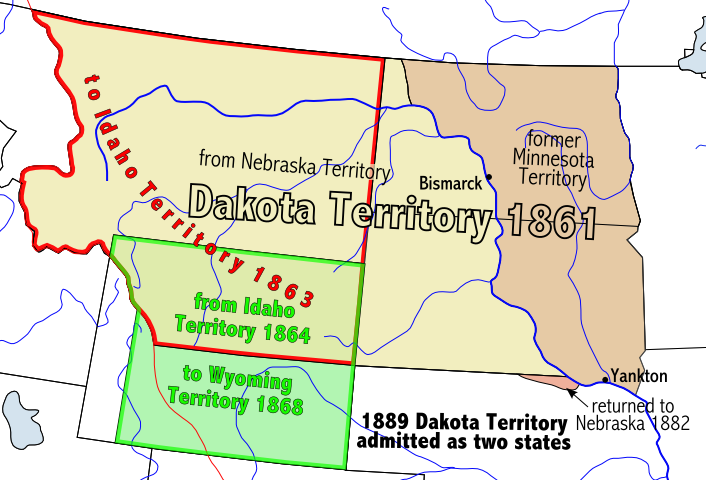
Mapa representant el territori de Dakota el 1861.

Abans de l'arribada dels colons europeus el lloc de Yankton era ocupat pels sioux yankton (dakota). Com a part de la vasta Compra de Louisiana, Lewis i Clark passaren per Yankton el 1804. Als seus diaris de l'expedició els exploradors escriuen sobre una reunió el 30 d'agost de 1804 amb membres de la tribu sioux Yankton en un penya-segat del riu Missouri conegut com a Calumet Bluff . El 1857 el lloc de Yankton estava ocupat per un poble dels sioux Yankton liderat pel cap Pa-le-ne-a-pa-pe ("Colpejat pel Ree"). Dos anys més tard, amb la signatura del Tractat de Yankton de 1858, la terra passà a ser colonitzada per estatunidencs. La ciutat fou fundada on el Missouri rep el petit rierol Rhine Creek (rebatejat com a Marne Creek durant la Primera Guerra Mundial). La ciutat cresqué com a punt de parada dels vaixells de vapor per a carregar aigua i altres subministraments, sobretot després de la descoberta d'or a les Black Hills que feu augmentar el trànsit de vaixells pel riu.

### Capital territorial de Dakota

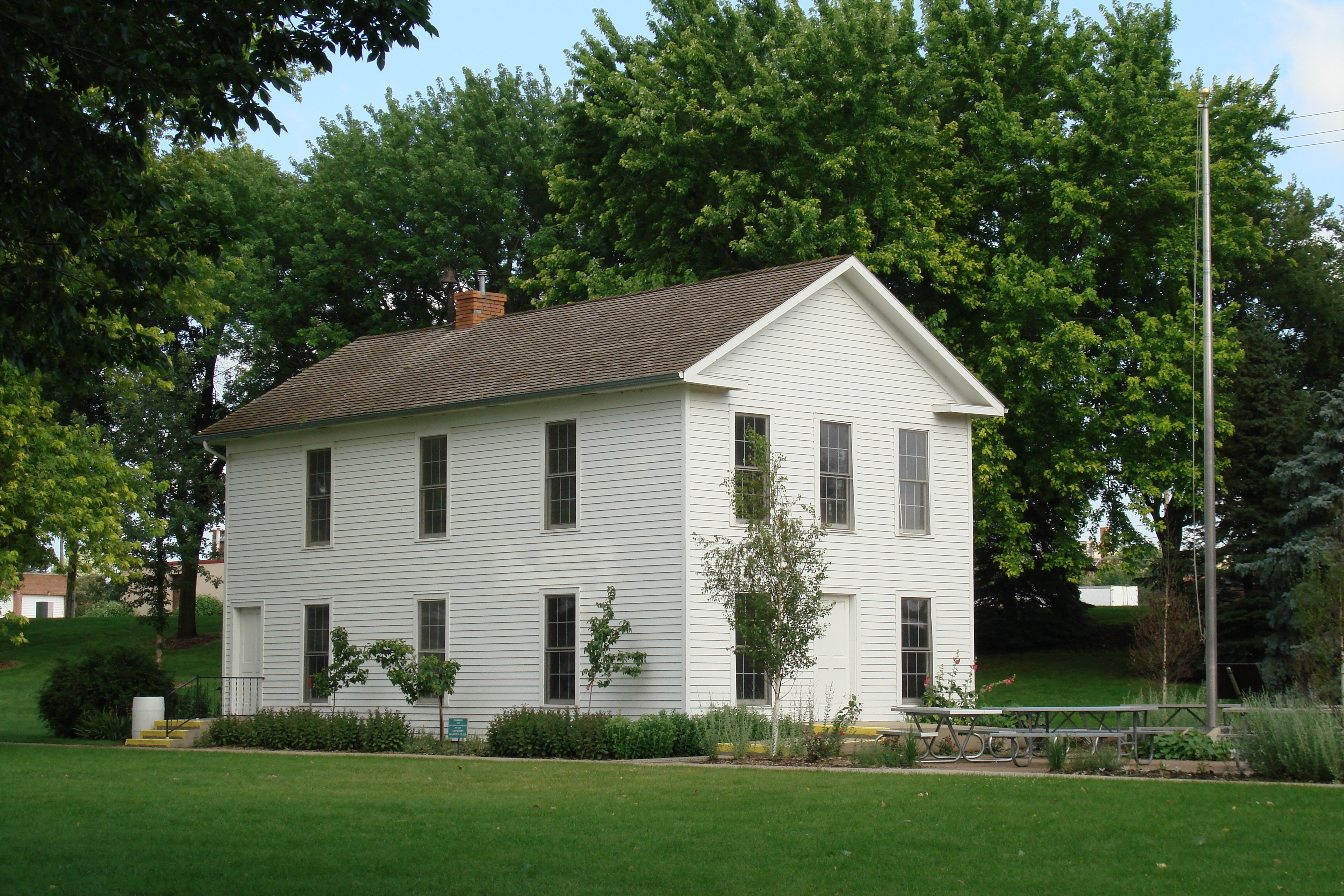
Al Riverside Park de Yankton hi ha una rèplica moderna de l'edifici del Capitoli Territorial de Dakota

El 2 de març de 1861, quedant dos dies per a acabar el seu mandat, el president Buchanan signà una llei creant el Territori de Dakota. Yankton en fou designada la capital territorial, i el recentment investit president Lincoln va nomenar el seu metge personal, William A. Jayne de Springfield, Illinois, com a primer governador territorial.  L'edifici del capitoli territorial, una senzilla estructura de fusta de dos pisos, fou construït a la intersecció dels carrers Fourth i Capitol; l'estructura original fou enderrocada, però s'ha construït una rèplica de l'edifici al Riverside Park de Yankton. Yankton fou la capital territorial fins al 1883, quan la capital es traslladà a Bismarck (avui dia la capital de Dakota del Nord).

### Estacada de Yankton
El 30 d'agost de 1862, en resposta a la Guerra Dakota del 1862 a l'oest de Minnesota, el governador Jayne feu una proclama que exigia que es formessin milícies amb tots els homes d'entre 18 i 50 anys de tots els assentaments de l'est de Dakota per protegir-se dels atacs previstos dels nadius americans.  En resposta, la milícia de Yankton construí una palissada a la cantonada de Third Street i Broadway Avenue d'uns 200.000 peus quadrats. Colons de la zona circumdant, i de llocs tan llunyans com Sioux Falls i el comtat de Bon Homme, arribaren a Yankton buscant refugi a l'estructura.
Tot i que durant diverses setmanes s'acostaren a Yankton bandes itinerants de nadius americans, no es produí cap atac i la palissada va ser finalment abandonada i enderrocada. Hi ha un marcador històric al lloc on estava.
Entre els successos més destacats ocorreguts a Yankton mentre era a la capital, Jack McCall, assassí de Wild Bill Hickok a Deadwood el 2 d'agost de 1876, fou jutjat a Yankton per l'assassinat de Hickok, declarat culpable i penjat l'1 de març de 1877, als 24 anys. El seu cos està enterrat en un cementiri de Yankton.

### Yankton College

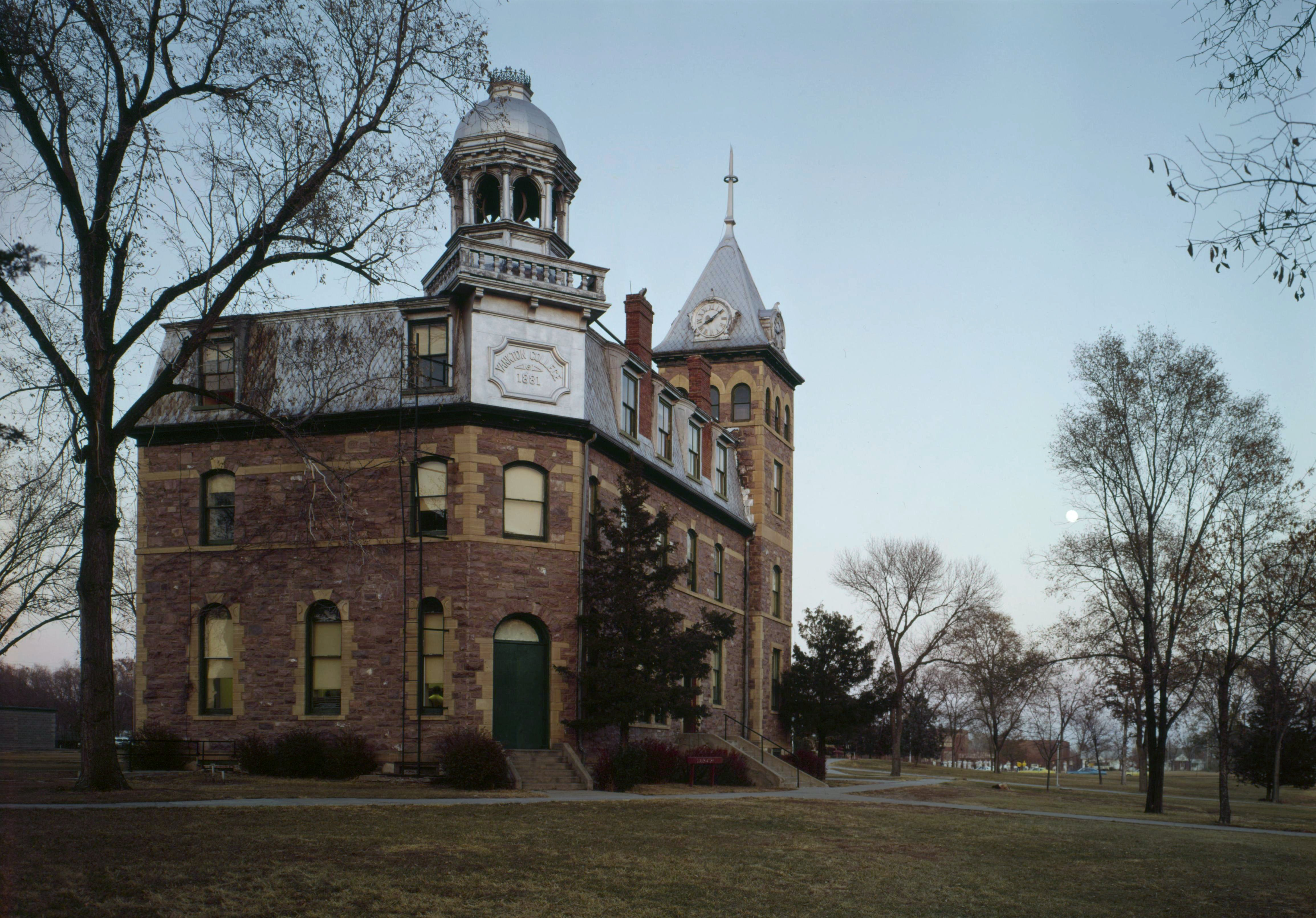
L'edifici de l'hivernacle a l'antic campus del Yankton College, que forma part del camp de presoners federal de Yankton.

A instàncies del reverend Joseph Ward de Yankton, l'Associació General d'Esglésies Congregacionals del Territori de Dakota votà el maig de 1881 establir el "Pilgrim College" a Yankton, que havia de ser la primera institució privada d'educació superior a Dakota. Quan a l'agost de 1881 es constituí el college canviar el seu nom a "Yankton College". Les classes van començar l'octubre de 1882 i el Yankton College va tenir un paper destacat a la ciutat durant més d'un segle.
El 1983 la petita universitat d'arts liberals es veié obligada a tancar degut a la insolvència financera. Després de romandre buida diversos anys el campus històric, que figura al Registre Nacional de Llocs Històrics, fou adquirit per l'Agència Federal de Presons per a fer-la servir com a presó de mínima seguretat. El camp de presoners federal de Yankton alberga aproximadament 450 reclusos masculins.

### El port fluvial i la inundació de 1881

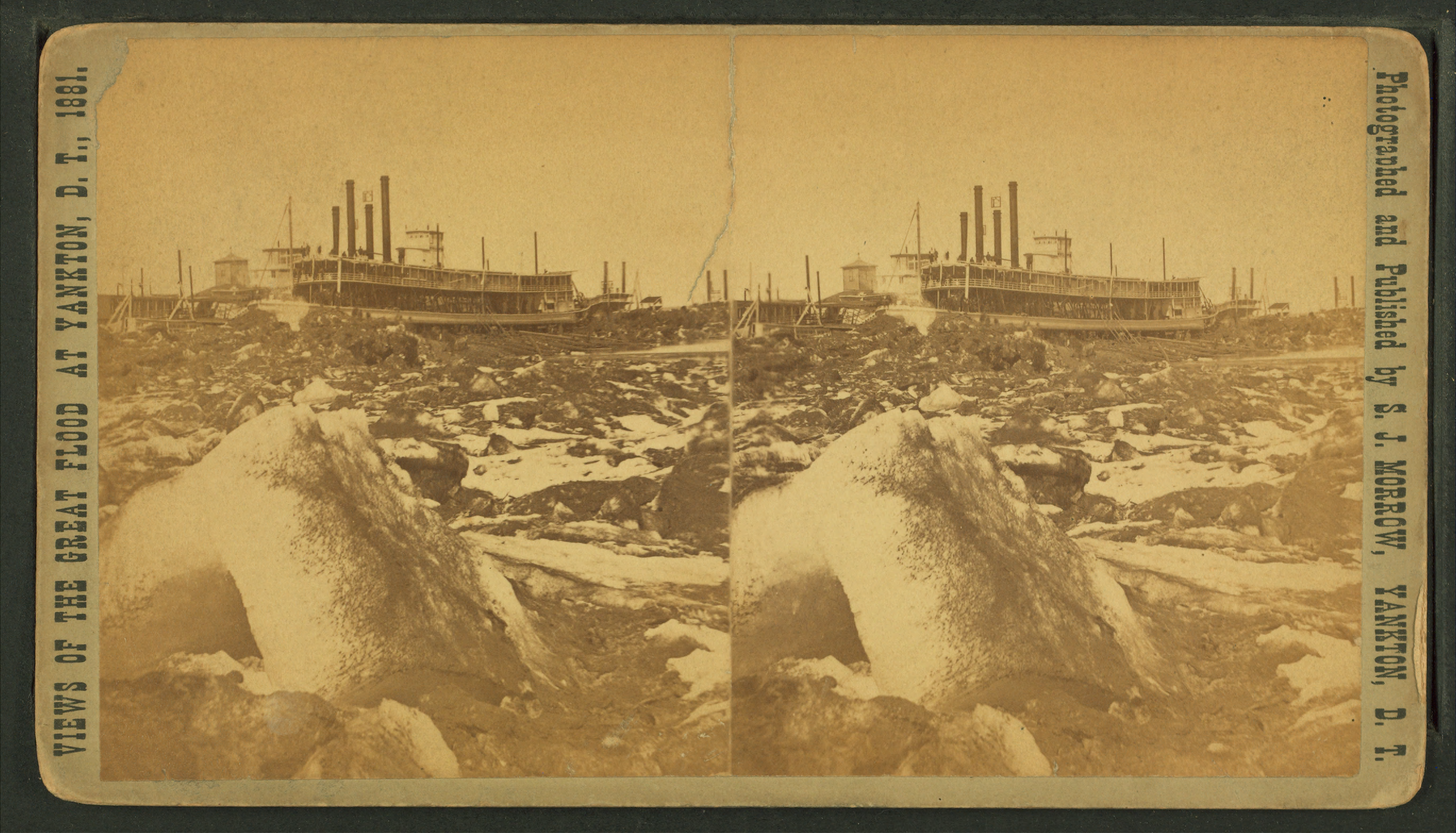
Una vista de la vora del riu a Yankton després de la inundació del març de 1881.

Des de la seva fundació, Yankton fou un punt privilegiat per la parada dels vaixells de vapor que recorrien el Missouri, ja que el seu desembarcament s'estenia al llarg de tota la vora del riu de la ciutat.  El primer vaixell de vapor que va arribar a Yankton des de Saint Louis (Missouri) fou al 1859, portant béns i subministraments als colons i als comerciants de pells de l'alta i central Dakota.  Des de llavors, la ciutat continuà creixent i ràpidament esdevenint la segona ciutat més poblada de Dakota del Sud. El 1872 hi arribà el ferrocarril; i el 1874 es descobrí or a les Black Hills i els prospectors ràpidament arribaren al territori de Dakota.  El 1880 Yankton s'havia convertit en un port fluvial establert al riu Missouri. Va mantenir la seva posició com la segona ciutat més gran de Dakota del Sud fins a principis del segle XX.
L'estatus de la ciutat com a port important va quedar literalment esclafat el 27 de març de 1881, quan una presa de gel al riu Missouri va esclatar, provocant inundacions i blocs de gel gegants que fluïen cap a la ciutat. 
Les aigües resultants de la inundació continuaren acumulant-se darrere de les runes i, el 29 de març, la vora del riu i el centre de la ciutat estaven coberts d'aigua, gel i roca, destruint o deixant encallats diversos vaixells fluvials que hi estaven amarrats. Com a resultat d'aquesta inundació i l'expansió dels ferrocarrils com a mètode preferit per enviar mercaderies, el trànsit de vaixells fluvials de Yankton es va reduir i el paper de la ciutat com a punt de parada destacat en el camí cap a l'oest va disminuir durant els anys següents. 
Francis Marion Ziebach va fundar el segon diari a la zona que es va convertir en Dakota del Sud, el Weekly Dakotan, a Yankton el 6 de juny de 1861, portant el seu equip des de Sioux Falls en carro i carro.  Un segon diari fundat per Ziebach encara es publica com a Yankton Press i Dakotan.

## Govern
Yankton està governat per la Comissió de la Ciutat, sota una forma de govern local de consell-administrador . La Comissió Municipal és responsable de les funcions legislatives com ara desenvolupar les polítiques, l'aprovació d'ordenances locals i la votació d'assignacions pressupostàries . La Comissió Municipal nomena el Gerent de la Ciutat per supervisar les operacions administratives, implementar les seves polítiques i assessorar la comissió. El càrrec de gerent és similar al de director executiu (CEO) corporatiu, i proporciona una gestió professional al consell d'administració. Hi ha nou comissionats elegits pels ciutadans, i l'alcalde és elegit per la comissió. A partir del 2025 l'alcalde és Mason Schramm. El Departament de Policia de Yankton s'encarrega de fer complir la llei als residents de la ciutat. El 2006 va contractar 29 persones jurades.

## Oci

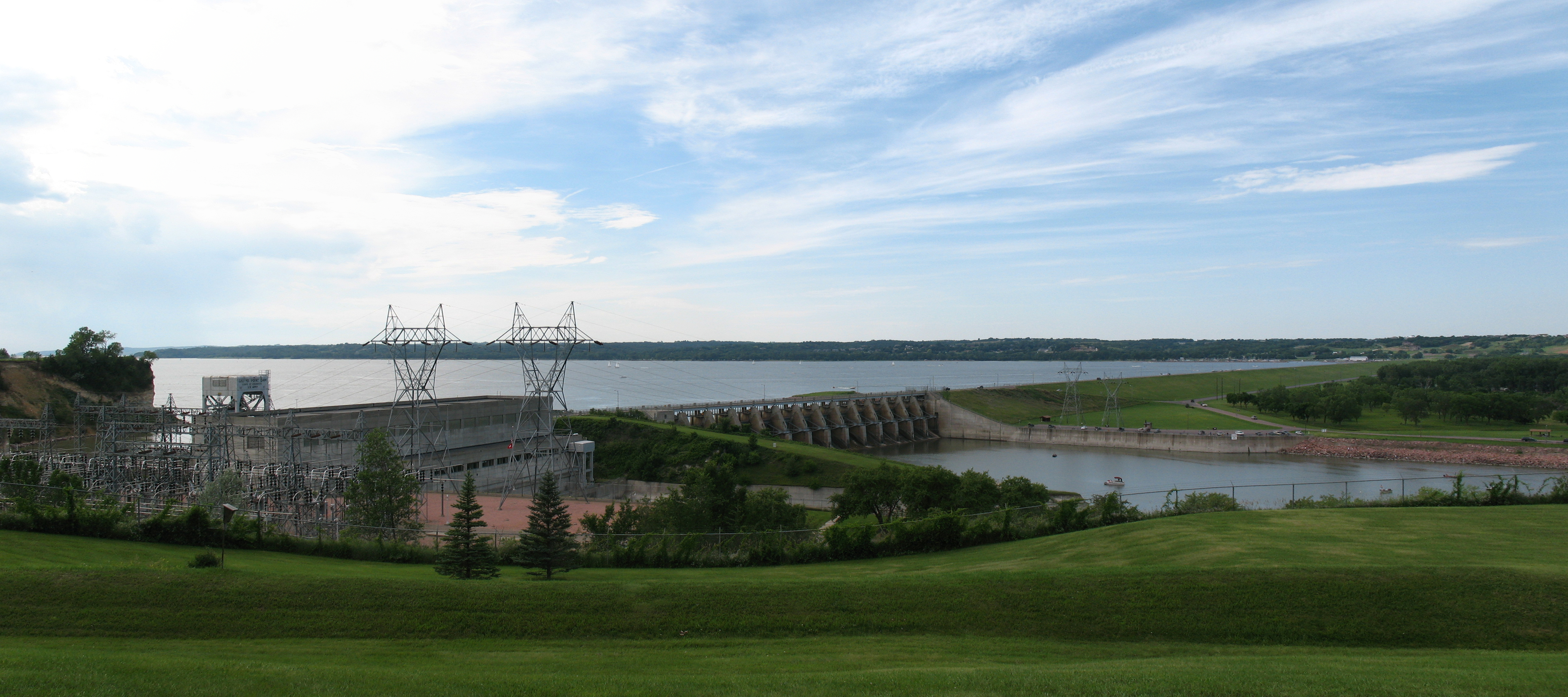
Presa de Gavins Point, construïda entre 1952 i 1957 (en primer pla) amb el Lewis and Clark Lake al fons, just a l'oest de Yankton.

A la ciutat hi ha catorze parcs municipals, entre aquests el Fantle Memorial Park, on hi ha una piscina pública a l'aire lliure, i el Riverside Park, on hi ha el Riverside Baseball Field. Hi ha dos camps de golf: el camp de golf municipal de Fox Run i el camp de golf privat al Hillcrest Golf and Country Club. La ciutat de Yankton i el districte escolar de Yankton mantenen i gestionen conjuntament l'institut de Yankton i el centre d'activitats Summit; aquesta instal·lació gestiona una piscina coberta, diversos gimnasos i una sala pública d'aixecament de peses.
El Meridian Bridge de dos pisos sobre el Missouri va ser desmantellat per al trànsit a l'octubre de 2008 després de la inauguració del nou pont Discovery Highway Bridge. Aquest antic pont es reconvertí en un pont per a vianants i forma part de l'extens sistema de camins per a vianants i bicicletes de la ciutat. El sender Brokaw-Auld és un parc lineal i un camí recreatiu al llarg de Marne Creek, i l'estat de Dakota del Sud ha fet senders i camins per tota la Lewis and Clark Recreation Area.
A quatre milles a l'oest de Yankton, el Lewis and Clark Lake atrau més d'1,5 milions de visitants a l'any. Lewis and Clark State Recreation Area, que ressegueix uns tres quilòmetres de la riba nord del Lewis and Clark Lake, té instal·lacions per acampar, nedar, fer senderisme/ciclisme i navegar. A dins del parc hi ha el Lewis and Clark Resort and Marina i hi ha cabanes de lloguer, amarradors per al port esportiu, botiga de queviures i un restaurant davant del mar. El Cos d'Enginyers de l'Exèrcit també gestiona zones d'esbarjo públiques al llarg del riu Missouri, just aigües avall de la presa de Gavins Point .

## Transport

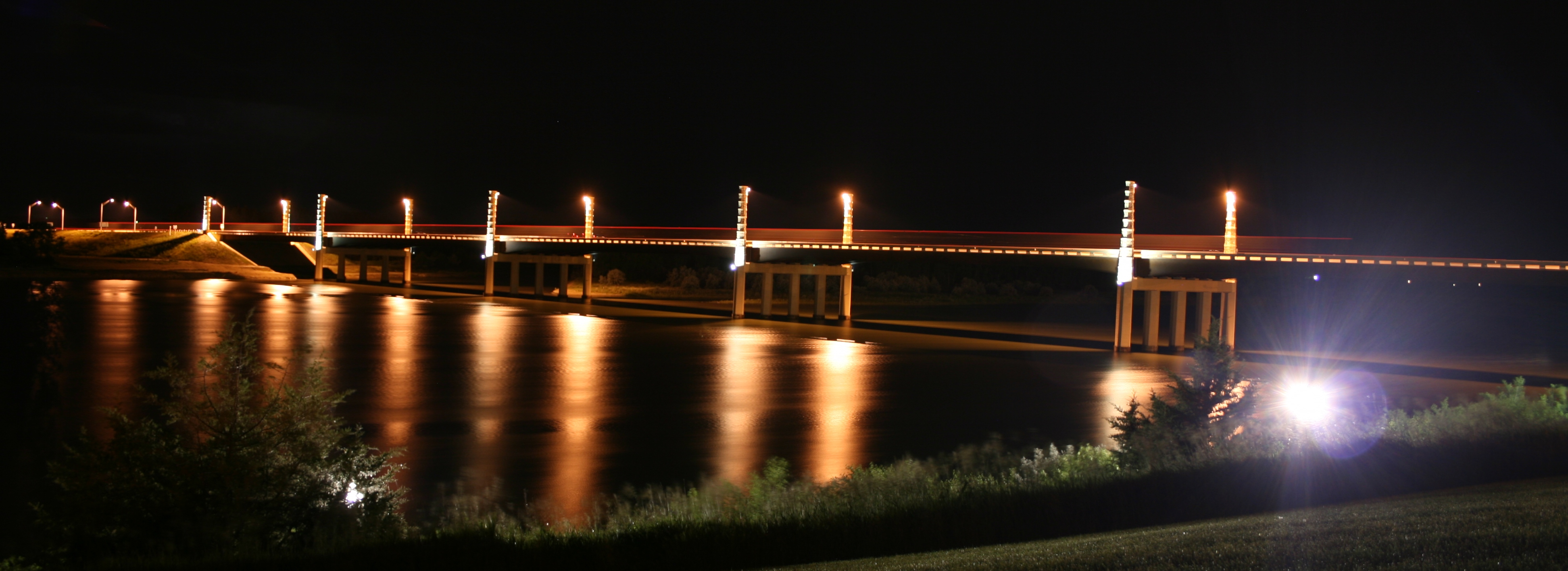
El Discovery Bridge a la nit.

El transport aeri el proporciona l'aeroport municipal de Chan Gurney, propietat de la ciutat de Yankton; tanmateix, els aeroports més propers amb vols comercials són l'aeroport regional de Sioux Falls a Sioux Falls i l'aeroport de Sioux Gateway a Sioux City, Iowa.
La carretera 81 arriba a la ciutat fent d'eix nord-sud i connectant la ciutat amb Nebraska a través del Missouri al sud gràcies al Discovery Bridge, que substituí l'històric Meridian Highway Bridge el 2008.

### Telecomunicacions
No hi ha emissores de televisió comercials amb seu a Yankton. Les estacions de Sioux Falls i Sioux City donen servei a Yankton. KTTW (canal digital 7), una emissora de Sioux Falls, es reemet al canal analògic 21 a Yankton.
Des de Yankton es feu la primera trucada d'espectadors a C-SPAN el 7 d'octubre de 1980.

## Cultura

Teatre Dakota, Yankton, 1987

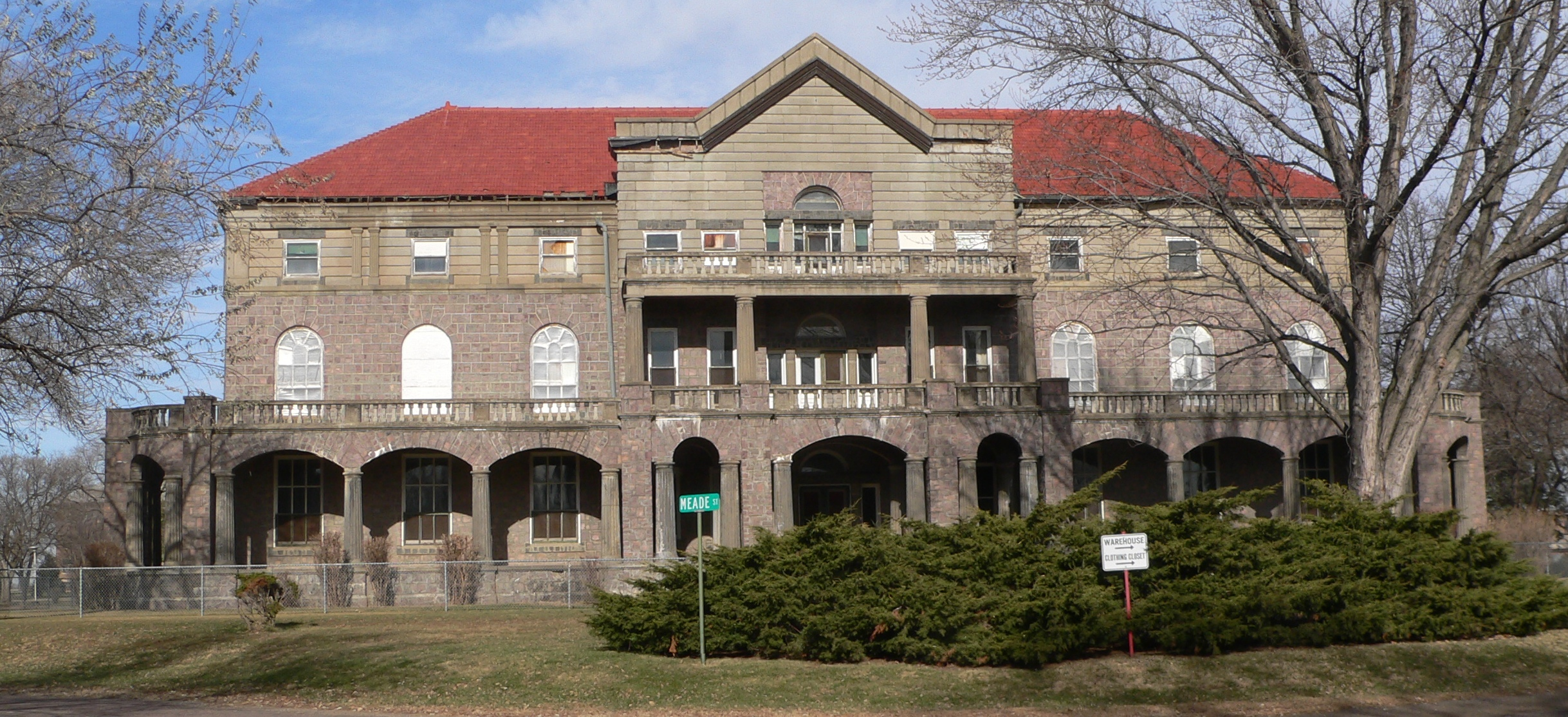
L'edifici Mead abandonat del campus del Centre de Serveis Humans de Dakota del Sud a Yankton ha estat identificat com la futura seu del Museu Territorial de Dakota.

La Universitat Mount Marty ofereix diversos actius i espais culturals a Yankton, com ara la Bede Art Gallery, on s'hi exposen obres d'art d'artistes regionals i nadius americans, així com el Marian Auditorium, que acull espectacles i esdeveniments artístics. La universitat també acull el Great Plains Writers' Tour, que atreu escriptors professionals guardonats al campus per a lectures i tallers de classe. Entre els autors anteriors hi ha, entre d'altres, el poeta Ted Kooser, la guanyadora del premi American Book Award Maria Mazziotti Gillan, Elizabeth Cook-Lynn, David Lee i William Kloefkorn.
Els Yankton's Riverboat Days és una celebració anual que se celebra el tercer cap de setmana complet d'agost. L'esdeveniment, principalment gratuït, atrau 135.000 persones i acull més de 150 artistes i més de 50 venedors d'aliments a Riverside Park. També son habituals fer-hi un rodeo, una desfilada, un torneig de golf i una cursa d'acceleració sobre gespa amb motos de neu.

### Esports

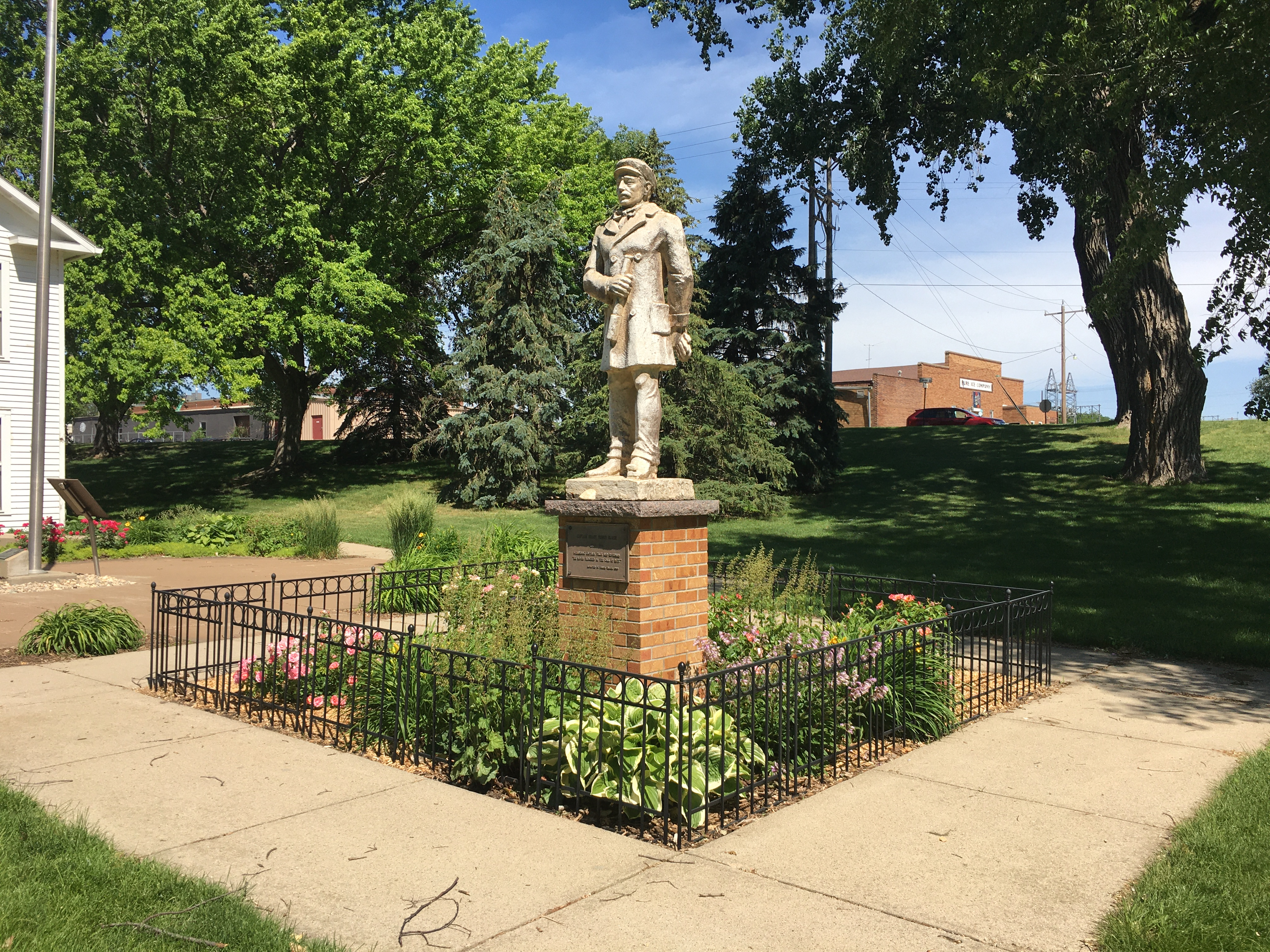
Estàtua del capità de vaixell de vapor Grant Marsh a Riverside Park, Yankton, Dakota del Sud.

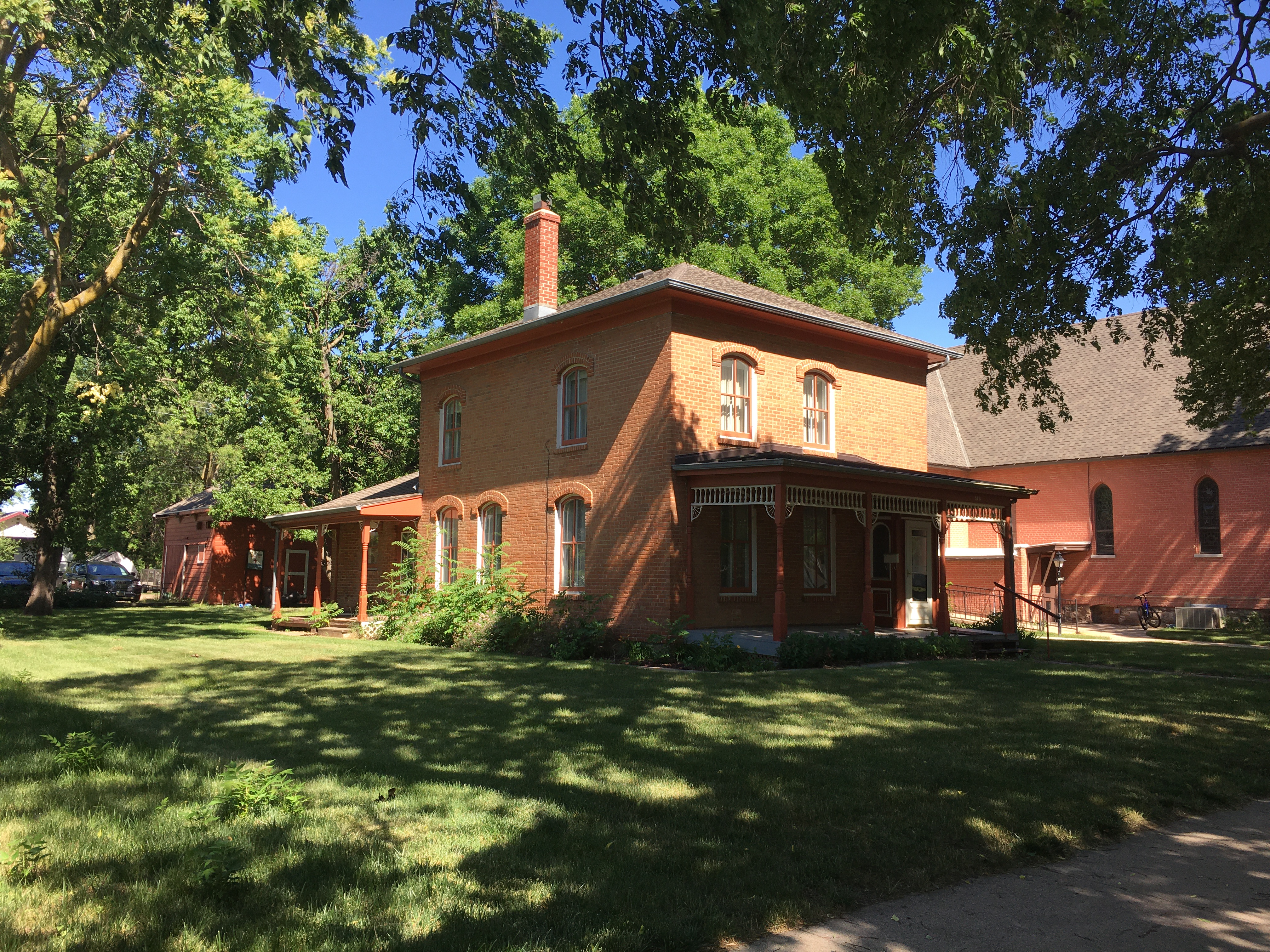
Casa i graner de Grant Marsh, 513 Douglas St., Yankton, Dakota del Sud. Marsh va ser el capità de vaixell de vapor més famós del riu Missouri.

La National Field Archery Association, NFAA, va traslladar la seva seu de Redland, Califòrnia, a Yankton, Dakota del Sud.
El Complex d'Arqueria Easton Yankton de la National Field Archery Association va acollir gairebé 600 arquers de 51 països per al Campionat Mundial Juvenil de Tir amb Arc de 2015.Plantilla:South Dakota county seats

### Educació
Yankton acull la Universitat Mount Marty, una institució benedictina d'educació privada superior. Mounty Marty College Academy fou fundat el 1922 i posteriorment canvià el seu nom a Mount Marty College el 1951 quan esdevingué una institució de quatre anys que atorgava títols de batxillerat. El 2020 s'hi afegiren programes de doctorat una transició a la Universitat Mount Marty . Els atletes de la Universitat Mount Marty són coneguts com els Lancers i competeixen a l'Associació Nacional d'Atletisme Interuniversitari.

## Persones notables
- General William Henry Harrison Beadle, nascut al comtat de Parke, Indiana, topògraf general del territori de Dakota i educador; la seva estàtua es troba a la Sala d'Estàtues del Capitoli dels Estats Units.[46]
- Ted Blakey, empresari, activista i historiador estatunidenc[47]
- Tom Brokaw, presentador de la NBC i natural de Pickstown, Dakota del Sud, es va graduar a l'institut Yankton.
- Abner S. Flagg, diputat de l'Assemblea de l'Estat de Wisconsin[48]
- Colton Iverson, jugador de bàsquet, Universitat Estatal de Colorado, NBA, Boston Celtics
- Cap Pa-le-ne-a-pa-pe ("colpejat pel Ree " o "colpeja el Ree"), cap de tribu sioux yankton (Dakota Occidental), signatari del Tractat de Yankton de 1858 que va obrir l'est de Dakota del Sud a l'expansió dels Estats Units [24]